# Plegapteryx purpurascens
Plegapteryx purpurascens är en fjärilsart som beskrevs av Holland 1893. Plegapteryx purpurascens ingår i släktet Plegapteryx och familjen mätare. Inga underarter finns listade i Catalogue of Life.